# 王丽 (跨栏运动员)
王丽（1989年8月24日—）是中国田径运动员（100米跨栏运动员），师从中国国家田径队副总教练孙海平，她的师兄为刘翔。

## 职业生涯
王丽于1989年在上海出生。初中二年级时，王丽进入东昌路少体校训练，半年后她被市少体校录取。2003年，王丽被中国著名田径教练孙海平看重，开始改练100米栏。她也是著名田径运动员、奥运会金牌得主刘翔的同门师妹。王丽曾在2008年全国室内田径锦标赛中获得100米栏项目的冠军，次年，她在香港东亚运动会上获得了女子100米栏铜牌。

## 外部連結
- 王丽在的頁面